# 焼津海音
焼津 海音（やいづ みおん）は、静岡県焼津市の焼津商工会議所が2023年まで運営していた特産品通信販売サイト「焼津うめぇもん市場」の萌え系マスコットキャラクターの名称。水色の大きな瞳と、同じく水色の波打つくせ毛が特徴。釣竿を持ち、長いゴム手袋に防水エプロンとゴム長靴といった漁港や魚市場を連想させる衣装や、青い法被に半股引で天秤棒にたらいを提げた魚売り姿、赤い振袖姿のイラストが発表され、公募から愛称が選ばれた。2013年5月26日の博麗神社例大祭で名前が正式に公開され、会場ではステッカーが配布された。製作者は「ただかわいいだけだと、ほかのキャラに埋もれる。古めかしく、中途半端でインパクトのあるデザインにした」と述べている。